# سیارک ۱۳۳۶۵
سیارک ۱۳۳۶۵ (به انگلیسی: 13365 Tenzinyama، نامگذاری:1998UL20) سیزده هزار و سیصد و شصت و پنجمین سیارک کشف شده‌است که در ۲۶ اکتبر ۱۹۹۸ کشف شد.
قدر مطلق سیارک برابر ۴۴.۶ است.